# 特奥·赖因哈特
特奥·赖因哈特（德語：Theo Reinhardt，1990年9月17日—）来自柏林，是一名德国男子自行车运动员。所属俱乐部是Heizomat rad-net.de。曾联同队友罗格·克卢格在2018年和2019年场地自行车世锦赛上摘得麦迪逊赛冠军。